# Tournoi de clôture du championnat de Colombie de football 2012
Navigation
Tournoi précédent Tournoi suivant
Le tournoi de clôture de la saison 2012 du Championnat de Colombie de football est le deuxième tournoi de la soixante-cinquième édition du championnat de première division professionnelle en Colombie. 
Les dix-huit meilleures équipes du pays disputent le championnat semestriel qui se déroule en deux phases :
- lors de la phase régulière, les équipes s'affrontent une fois plus une rencontre face à une formation du même secteur géographique.
- les huit premiers du classement disputent la phase finale organisée sous forme de coupe, en matchs aller-retour.

La relégation est décidée en faisant la moyenne des points obtenus lors des trois dernières saisons (2010, 2011 et 2012). Le Real Cartagena, dernier de ce classement cumulé est relégué et remplacé par le champion de Copa Aguila, la deuxième division colombienne. Un barrage de promotion-relégation est également organisé entre l'avant-dernier de ce classement cumulé et le vice-champion de Copa Aguila. Ce barrage donne lieu au maintien du Cúcuta Deportivo au détriment de l'América de Cali.
C'est Millonarios qui remporte le tournoi, après avoir battu en finale Independiente Medellín. C'est le quatorzième titre de champion de l'histoire du club.

## Qualifications continentales
Le vainqueur du tournoi Clôture se qualifie pour la phase de groupes de la prochaine édition de la Copa Libertadores. Un classement cumulé des tournois Ouverture et Clôture offre une autre place à la meilleure équipe non encore qualifiée (la troisième place est détenue par le vainqueur du tournoi Ouverture) et deux places aux équipes suivantes. Enfin, la troisième place en Copa Sudamericana est réservée au vainqueur de la Copa Colombia.

## Les clubs participants
| - Atlético Nacional - Atlético Huila - Boyacá Chicó - Cucuta Deportivo - Deportes Quindio - Deportes Tolima - Deportivo Cali - Deportivo Pasto - Envigado FC | - Independiente Medellin - Itagüí Ditaires - Atlético Junior - CD La Equidad - CD Los Millonarios - Once Caldas - Patriotas - Real Cartagena - Independiente Santa Fe |

## Compétition
Le barème utilisé pour établir l'ensemble des classements est le suivant :
- Victoire : 3 points
- Match nul : 1 point
- Défaite : 0 point

### Phase régulière
| Rang | Équipe                  | Pts | J  | G  | N | P  | Bp | Bc | Diff |
| ---- | ----------------------- | --- | -- | -- | - | -- | -- | -- | ---- |
| 1    | CD Los Millonarios      | 37  | 18 | 11 | 4 | 3  | 25 | 9  | +16  |
| 2    | CD La Equidad           | 33  | 18 | 9  | 6 | 3  | 26 | 17 | +9   |
| 3    | Atlético Junior         | 32  | 18 | 8  | 8 | 2  | 27 | 15 | +12  |
| 4    | Itagüí Ditaires         | 32  | 18 | 8  | 8 | 2  | 23 | 12 | +11  |
| 5    | Atlético Nacional       | 30  | 18 | 7  | 9 | 2  | 25 | 14 | +11  |
| 6    | Deportes Tolima         | 29  | 18 | 8  | 5 | 5  | 26 | 20 | +6   |
| 7    | Independiente Medellín  | 26  | 18 | 7  | 5 | 6  | 23 | 18 | +5   |
| 8    | Deportivo Pasto         | 25  | 18 | 7  | 4 | 7  | 22 | 20 | +2   |
| 9    | Cúcuta Deportivo        | 24  | 18 | 6  | 6 | 6  | 22 | 22 | 0    |
| 10   | Independiente Santa FeT | 23  | 18 | 6  | 5 | 7  | 18 | 22 | -4   |
| 11   | Deportivo Cali          | 22  | 18 | 6  | 4 | 8  | 21 | 22 | -1   |
| 12   | Boyacá Chicó            | 22  | 18 | 5  | 7 | 6  | 19 | 22 | -3   |
| 13   | Deportes Quindío        | 22  | 18 | 6  | 4 | 8  | 20 | 25 | -5   |
| 14   | Envigado FC             | 21  | 18 | 8  | 6 | 7  | 15 | 18 | -3   |
| 15   | Once Caldas             | 19  | 18 | 6  | 1 | 11 | 19 | 27 | -8   |
| 16   | Patriotas FC            | 17  | 18 | 4  | 5 | 9  | 17 | 28 | -11  |
| 17   | Real Cartagena          | 12  | 18 | 3  | 3 | 12 | 15 | 33 | -18  |
| 18   | Atlético Huila          | 12  | 18 | 2  | 6 | 10 | 12 | 31 | -19  |

| Résultats (▼dom., ►ext.) | HUI | NAC | BOY | CUC | QUI | TOL | CAL | PAS | ENV | EQU | DIM | ITA | JUN | MIL | ONC | PAT | RCA | SFE |
| Atlético Huila           |     | 0-0 |     | 0-0 | 0-1 | 0-0 |     |     | 1-0 |     |     | 2-3 |     | 0-4 |     |     | 1-1 | 2-0 |
| Atlético Nacional        |     |     |     | 1-1 | 1-1 |     |     |     | 1-0 | 0-0 | 2-2 | 1-1 |     | 0-0 |     |     | 2-1 | 2-2 |
| Boyacá Chicó             | 2-0 | 1-1 |     |     |     | 1-1 |     | 1-1 |     |     | 1-0 | 1-1 | 1-1 |     |     | 0-1 | 3-0 |     |
| Cúcuta Deportivo         |     |     | 2-0 |     | 1-0 | 0-5 | 1-2 |     | 2-1 | 1-3 |     |     | 1-1 |     | 4-1 |     |     | 4-0 |
| Deportes Quindío         |     |     | 4-1 |     |     | 1-2 | 2-1 |     | 1-0 | 1-1 | 1-3 |     | 0-0 |     | 0-1 |     |     | 1-0 |
| Deportes Tolima          | 1-1 | 1-3 |     |     |     |     |     | 2-1 |     |     | 2-1 | 1-2 | 2-2 | 0-0 |     | 2-1 | 3-0 |     |
| Deportivo Cali           | 3-2 | 3-1 | 2-3 |     |     | 1-3 |     | 0-1 |     |     | 2-0 |     | 1-1 |     |     | 3-0 | 2-0 |     |
| Deportivo Pasto          | 3-1 | 0-2 |     | 2-1 | 3-0 |     | 3-0 |     |     |     |     | 1-1 |     | 3-1 |     | 1-1 | 0-0 |     |
| Envigado FC              |     |     | 0-0 |     |     | 2-0 | 0-0 | 1-2 |     | 1-1 | 1-0 | 0-0 |     |     | 2-1 |     |     | 1-1 |
| CD La Equidad            | 5-1 |     | 1-1 | 3-1 |     | 1-0 | 1-1 | 2-0 |     |     | 1-3 |     |     |     | 1-0 | 2-1 |     |     |
| Independiente Medellín   | 0-0 | 0-3 |     | 1-1 |     |     |     | 1-0 |     |     |     | 0-1 | 2-1 | 1-1 |     | 2-0 | 5-0 |     |
| Itagüí Ditaires          |     |     |     | 0-0 | 4-0 |     | 2-0 |     | 1-1 | 3-0 |     |     | 1-1 | 1-0 | 1-0 |     |     | 0-0 |
| Atlético Junior          | 4-0 | 1-0 |     |     |     |     |     | 2-0 | 2-0 | 0-0 |     |     |     |     | 2-0 | 4-3 | 1-0 | 1-1 |
| CD Los Millonarios       |     |     | 0-1 | 1-0 | 2-1 |     | 0-0 |     | 2-0 | 2-0 |     |     | 2-0 |     | 2-1 |     |     | 2-0 |
| Once Caldas              | 3-1 | 0-2 | 5-2 |     | 1-3 | 0-1 | 1-0 | 2-1 |     |     | 0-1 |     |     |     |     | 1-1 |     |     |
| Patriotas FC             | 1-0 | 0-3 | 1-0 | 1-1 | 2-2 |     |     |     | 1-2 |     |     | 1-0 |     | 0-2 |     |     | 1-1 |     |
| Real Cartagena           |     |     |     | 0-1 | 2-1 |     |     |     | 2-3 | 0-2 |     | 3-1 | 1-3 | 0-2 | 1-2 |     |     | 2-1 |
| Independiente Santa Fe   |     |     | 1-0 |     |     | 2-1 | 1-0 | 2-0 |     | 1-2 | 1-1 |     |     | 1-2 | 2-0 | 2-1 |     |     |

### Phase finale

#### Demi-finales
Groupe A :
| Rang | Équipe          | Pts | J | G | N | P | Bp | Bc | Diff |  | Résultats (▼ dom., ► ext.) | Mil | Pas | Jun | Tol |
| ---- | --------------- | --- | - | - | - | - | -- | -- | ---- |  | -------------------------- | --- | --- | --- | --- |
| 1    | Millonarios     | 10  | 6 | 3 | 1 | 2 | 8  | 6  | +2   |  | Millonarios                |     | 1-0 | 0-0 | 3-0 |
| 2    | Deportivo Pasto | 10  | 6 | 3 | 1 | 2 | 8  | 7  | +1   |  | Deportivo Pasto            | 3-1 |     | 1-0 | 1-1 |
| 3    | Junior          | 8   | 6 | 2 | 2 | 2 | 5  | 6  | -1   |  | Junior                     | 2-1 | 1-3 |     | 1-1 |
| 4    | Deportes Tolima | 5   | 6 | 1 | 2 | 3 | 5  | 6  | -1   |  | Deportes Tolima            | 1-2 | 3-0 | 0-1 |     |

Groupe B :
| Rang | Équipe                 | Pts | J | G | N | P | Bp | Bc | Diff |  | Résultats (▼ dom., ► ext.) | Med | Nac | Ita | Equ |
| ---- | ---------------------- | --- | - | - | - | - | -- | -- | ---- |  | -------------------------- | --- | --- | --- | --- |
| 1    | Independiente Medellín | 11  | 6 | 3 | 2 | 1 | 4  | 4  | 0    |  | Independiente Medellín     |     | 1-1 | 0-0 | 1-0 |
| 2    | Atlético Nacional      | 10  | 6 | 3 | 1 | 2 | 6  | 4  | +2   |  | Atlético Nacional          | 0-1 |     | 1-0 | 2-0 |
| 3    | Itagüí Ditaires        | 7   | 6 | 2 | 1 | 3 | 4  | 4  | 0    |  | Itagüí Ditaires            | 2-0 | 0-1 |     | 0-1 |
| 4    | CD La Equidad          | 6   | 6 | 2 | 0 | 4 | 5  | 7  | -2   |  | CD La Equidad              | 3-0 | 0-2 | 1-2 |     |

#### Finale
| Équipe 1               | Résultat      | Équipe 2    | Aller | Retour |
| ---------------------- | ------------- | ----------- | ----- | ------ |
| Independiente Medellín | 1 - 1 4-5 tab | Millonarios | 0 - 0 | 1 - 1  |

### Classement cumulé 2012
| Rang | Équipe                    | Pts | J  | G  | N  | P  | Bp | Bc | Diff |
| ---- | ------------------------- | --- | -- | -- | -- | -- | -- | -- | ---- |
| 1    | Deportes Tolima           | 80  | 48 | 22 | 14 | 12 | 67 | 48 | +19  |
| 2    | CD La Equidad             | 75  | 48 | 20 | 15 | 13 | 60 | 49 | +11  |
| 3    | Deportivo Pasto           | 74  | 50 | 19 | 17 | 14 | 62 | 53 | +9   |
| 4    | Itagüí Ditaires           | 72  | 48 | 19 | 15 | 14 | 56 | 41 | +15  |
| 5    | Independiente Santa FeOuv | 70  | 44 | 18 | 16 | 10 | 59 | 48 | +11  |
| 6    | CD Los MillonariosClo     | 69  | 44 | 18 | 15 | 11 | 56 | 39 | +17  |
| 7    | Atlético Junior           | 65  | 42 | 17 | 14 | 11 | 60 | 44 | +16  |
| 8    | Atlético NacionalC        | 62  | 42 | 16 | 14 | 12 | 56 | 38 | +18  |
| 9    | Deportivo Cali            | 60  | 42 | 16 | 12 | 14 | 48 | 44 | +4   |
| 10   | Boyacá Chicó              | 56  | 42 | 14 | 14 | 14 | 51 | 52 | -1   |
| 11   | Independiente Medellín    | 44  | 38 | 14 | 14 | 16 | 45 | 47 | -2   |
| 12   | Envigado FC               | 36  | 38 | 10 | 14 | 12 | 38 | 42 | -4   |
| 13   | Patriotas                 | 36  | 36 | 11 | 11 | 14 | 30 | 45 | -15  |
| 14   | Atlético Huila            | 42  | 36 | 10 | 12 | 20 | 37 | 56 | -19  |
| 15   | Deportes Quindío          | 40  | 36 | 9  | 13 | 14 | 40 | 54 | -14  |
| 16   | Cúcuta Deportivo          | 35  | 36 | 9  | 8  | 19 | 34 | 57 | -23  |
| 17   | Once Caldas               | 33  | 36 | 8  | 9  | 19 | 41 | 53 | -12  |
| 18   | Real Cartagena            | 32  | 36 | 7  | 11 | 18 | 35 | 65 | -30  |

|  | Qualification pour la Copa Libertadores 2013 (vainqueur d'un tournoi)                                                        |
|  | Qualification pour la Copa Libertadores 2013 (classement cumulé)                                                             |
|  | Qualification pour la Copa Sudamericana 2013                                                                                 |
|  | Participation au barrage de promotion-relégation                                                                             |
|  | Relégation directe en Torneo Postobon                                                                                        |
|  | Ouv : Vainqueur du tournoi Ouverture 2012 Clo : Vainqueur du tournoi Clôture 2012 C : Vainqueur de la Coupe de Colombie 2012 |

#### Barrage de promotion-relégation
| Équipe 1         | Résultat | Équipe 2             | Aller | Retour |
| ---------------- | -------- | -------------------- | ----- | ------ |
| Cúcuta Deportivo | 5 - 3    | América de Cali (D2) | 4 - 1 | 1 - 2  |

## Bilan de la saison
| Championnat de Colombie de football 2012 |                         |
| Champion                                 | Millonarios (14e titre) |
| Coupes et trophées                       |                         |
| Vainqueur de la Coupe de Colombie 2012   | Atlético Nacional       |
| Qualifications continentales             |                         |
| Copa Libertadores 2013                   | Millonarios             |
| Copa Libertadores 2013                   | Independiente Santa Fe  |
| Copa Libertadores 2013                   | Deportes Tolima         |
| Copa Sudamericana 2013                   | Atlético Nacional       |
| Copa Sudamericana 2013                   | CD La Equidad           |
| Copa Sudamericana 2013                   | Deportivo Pasto         |
| Copa Sudamericana 2013                   | Itagüí Ditaires         |
| Promotions et relégations                |                         |
| Promus en Liga Postobon                  | Alianza Petrolera       |
| Relégués en Torneo Postobon              | Real Cartagena          |